# 信濃安田駅
信濃安田駅（しなのやすだえき）は長野県飯山市大字木島字宮ノ原にあった長野電鉄河東線（木島線）の駅である。
当駅は飯山市街地やJRの飯山駅に比較的近く、当駅営業当時の飯山駅(現在駅より200 m程度北)までは千曲川をはさんで道のりにして1.5 km弱程度であった。

## 歴史
- 1925年（大正14年）7月12日：安田駅として開業[1][2]。
- 1930年（昭和5年）12月10日：信濃安田駅に改称[1][2]。
- 1968年（昭和43年）4月1日：手小荷物営業廃止。
- 1993年（平成5年）10月1日：無人化[2]。
- 2002年（平成14年）3月31日：廃線に伴い廃止[1][2]。

## 駅構造
廃止時点では単式ホーム1面1線で、ホーム入口には待合室があった。ホームは屋根付きであった。無人駅となっていた。

## 廃線後
ホームや線路は撤去され更地となったが、信州中野方面に旧トンネルが残されている。廃駅の代替として近くの千曲川堤防道路に「安田」バス停が設置されている。

## 隣の駅
長野電鉄
■河東線（木島線）
田上駅 - 信濃安田駅 - 木島駅